# Adif-Alta Velocidad
Adif-Alta Velocidad es una entidad pública empresarial española dependiente del Ministerio de Transportes y Movilidad Sostenible que tiene como objetivo la construcción de líneas de alta velocidad ferroviaria y la gestión de su explotación. Es una de las entidades administradoras de infraestructuras ferroviarias de España.   
Gestiona 3762 kilómetros de vía y 46 estaciones destinadas al ferrocarril de alta velocidad, mientras que Adif gestiona los 11 780 kilómetros de vía y estaciones de ferrocarril convencional.

## Fundación

Red gestionada por Adif-Alta Velocidad en servicio, en construcción o en estudio (diciembre de 2022)

Con fecha 31 de diciembre de 2013 se crea la entidad pública empresarial Adif-Alta Velocidad, como organismo público de los previstos en el artículo 43.1.b) de la Ley 6/1997, de 14 de abril, de Organización y Funcionamiento de la Administración General del Estado, mediante la escisión de la rama de actividad de construcción y administración de las infraestructuras ferroviarias de alta velocidad que estaban encomendadas hasta esa fecha a la entidad pública empresarial Adif. A partir de su fecha de creación, Adif-Alta Velocidad asume las funciones asignadas al administrador de infraestructuras ferroviarias en la Ley 39/2003, de 17 de noviembre, del Sector Ferroviario, y en sus normas de desarrollo, y mediante Real Decreto 1044/2013, de 27 de diciembre, se aprobó el estatuto de la entidad pública empresarial Adif Alta Velocidad.
Asume las competencias de la construcción y administración de las infraestructuras ferroviarias de alta velocidad, así como otras funciones tales como la gestión de los negocios de las estaciones de alta velocidad o las actividades de telecomunicaciones y energía.